# Jaropełk II
Jaropełk II Włodzimierzowic, ros. Ярополк Владимирович (ur. 1082 w Czernihowie, zm. 18 lutego 1139 w Kijowie) – książę kijowski w latach 1132–1139, książę perejasławski w latach 1114–1139.
Był czwartym synem Włodzimierza II Monomacha, wielkiego księcia kijowskiego od 1113 do 1125, oraz jego pierwszej żony Gythy z Wesseksu, córki ostatniego króla anglosaskiego Haralda II oraz Ealdgyth z Łabędzią Szyją.
Za młodu walczył w kampaniach swego ojca przeciw Połowcom w 1103 roku i 1116. Gdy w 1114 zmarł Światosław Włodzimierzowic, objął po nim księstwo perejesławskie. Po śmierci swojego starszego brata Mścisława I Haralda Wielkiego w 1132 objął po nim władanie Rusią Kijowską.
Jeszcze w tym samym roku wsparł kampanię Bolesława III Krzywoustego mającą na celu osadzenie na tronie węgierskim Borysa Kalamanosa, domniemanego syna Kolomana Uczonego. Borys był spokrewniony z dynastią Monomachów, wywodzącą się od Włodzimierza II Monomacha. Oponentami Borysa, Bolesława i Jaropełka byli pretendent do korony węgierskiej Bela II Ślepy oraz jego sojusznicy m.in. margrabia Austrii Leopold III Święty. Jaropełk i jego koalicja przegrali i zostali zmuszeni do odwrotu.
Nowy książę musiał się zmagać z wieloma konkurentami ze swojej rodziny, przede wszystkim z rosnącym w siłę przyrodnim bratem Jerzym Dołgorukim. Jaropełk wskazał na swojego następcę na tronie perejasławskim, Wsiewołoda Mścisławicza pskowskiego (Wsiewołoda I Gabriela), swego bratanka (syna Mścisława I Haralda). Jednakże Jerzy Dołgoruki, przy wsparciu mieszkańców Nowogrodu, wypędził Wsiewołoda stamtąd. Jako kolejnego władcę Perejasławia wskazał w 1133 kolejnego syna Mścisława, Izjasława II Pantelejmona, któremu przekazał też Księstwo Turowskie. Jednak jeszcze tego samego roku Jaropełk osadził na tamtejszym tronie swego młodszego brata, Wiaczesława Włodzimierzowica.
Jednakże jeszcze w 1134 roku Izjasław musiał oddać Turow wujowi Wiaczesławowi, który rządził nim od 1125 roku. Skrzywdzony Izjasław obiecał Jerzemu Dołgorukiemu Perejasław pod warunkiem, że odzyska Rostów. Jerzy de facto kontrolował jednak znaczną część księstwa perejasławskiego. Izjasławowi ostatecznie udało się zdobyć kontrolę nad Wołyniem, natomiast księstwo perejasławskie przypadło przybranemu bratu Jaropełka, Andriejowi Włodzimierzowicowi (Andrzejowi I Dobremu).
Wsiewołod II Olegowicz, wówczas książę czernihowski, Połowcy oraz ich sojusznicy wsparli Izjasława w strąceniu Wiaczesława z tronu. Nie zatrzymali się jednak na tym i przekroczyli rzekę Dniepr. Po decydującej bitwie nad rzeką Supoj w 1135 Jaropełk musiał zrzec się miast Kursk i Poseme, zdobytych dla księstwa kijowskiego zaledwie 17 lat wcześniej.
Z powodu zmiany bilansu sił na korzyść Izjasława i jego stronników mieszkańcy Nowogrodu w 1136 wygnali Wsiewołoda Mścisławicza. Na tronie został osadzony brat Wsiewołoda II Olegowicza, Światosław II Olegowicz. Wsiewołod został władcą Pskowa, gdzie zmarł w 1138 podczas oblężenia miasta. Wkrótce jednakże mieszkańcy Nowogrodu wygnali Światosława i osadzili na tronie najstarszego syna Jerzego Dołgorukiego, Rościsława Jurijewicza.Światosław kontynuował wojnę z Jaropełkiem, korzystając z pomocy dawnych sojuszników brata, Połowców. Jednak przeciw niemu wyruszyły połączone armie Kijowa, Rostowa, Perejasławia, Połocka, część sił Halicza oraz 30 tys. rycerzy węgierskich. Światosław został zmuszony do zawarcia pokoju w 1139 roku.
Jaropełk zmarł w tym samym roku i został pochowany w cerkwi św. Andrzeja. Na niedługo przed śmiercią wsparł w wewnętrznej kampanii militarnej króla węgierskiego Belę II Ślepego.
W 1116 roku poślubił osetyjską księżniczkę Helenę (zm. po 1146), z którą nie doczekał się potomstwa. Kolejnym księciem kijowskim został – na bardzo krótko jego młodszy brat, Wiaczesław.